# The Reason
The Reason, ett musikalbum av Hoobastank, släppt den 9 december, 2003.

## Låtar på albumet
1. "Same Direction"
2. "Out Of Control"
3. "What Happened To Us?"
4. "Escape"
5. "Just One"
6. "Lucky"
7. "From The Heart"
8. "The Reason"
9. "Let It Out"
10. "Unaffected"
11. "Never There"
12. "Disappear"